# Brock Lesnar
Brock Edward Lesnar (Webster (South Dakota), 12 juli 1977) is een Amerikaans professioneel worstelaar en MMA-vechter, die als worstelaar sinds augustus 2021 opnieuw onder contract staat bij de World Wrestling Entertainment. Lesnar is een 7-voudig WWE World Heavyweight Champion en 3-voudig WWE Universal Champion. Lesnar was de langst regerende WWE Universal Champion, met name 504 dagen in zijn eerste regeerperiode.
Lesnar was in het verleden al eens actief in de WWE - met name van 2000 tot 2004 - waarna hij zich in 2007 concentreerde op een carrière als mixed martial artist. Lesnar was ruim 23 maanden wereldkampioen zwaargewicht bij de UFC. In het voorjaar van 2012 keerde hij terug naar de World Wrestling Entertainment als professioneel worstelaar. Lesnar verbrak in april 2014 de legendarische Streak van The Undertaker bij het evenement WrestleMania XXX. In augustus 2002 was Lesnar de jongste WWE World Heavyweight Champion, na een overwinning tegen Dwayne "The Rock" Johnson bij het evenement SummerSlam. Lesnars record werd in de zomer van 2004 verbroken door een toen 24-jarige Randy Orton bij hetzelfde evenement. In januari 2003 was Lesnar op 25-jarige leeftijd de jongste Royal Rumble-winnaar in de geschiedenis, een record dat nog steeds overeind staat. Lesnar won de Money in the Bank ladder match in 2019.
Lesnar, sinds zijn terugkeer wat spiermassa rijker, enkele kilo's aangekomen en daardoor een imposante figuur, kreeg vanaf dat moment de bijnaam "The Beast Incarnate". Lesnar werd populair omwille van zijn agressieve gimmick. Sindsdien staat Lesnar ook bekend om het "meenemen van zijn tegenstanders" naar "Suplex City", een begrip dat is vernoemd naar zijn worstelbeweging German Suplex (zie foto onder) - een beweging die hij drie keer na elkaar uitvoert. Lesnar was tevens de eerste worstelaar die meer dan eens het nieuwe WWE Universal Championship heeft gewonnen. Voorts is hij ongeslagen in een Hell in a Cell match.

## Professioneel worstelcarrière (1999-2004; 2012-)

### Jeugd & vroege carrière
Brock Lesnar bezocht Webster High School in Webster, South Dakota, waar hij opgroeide en American football speelde. Zijn ouders hadden een melkveebedrijf. Lesnar is de jongste van drie zonen en hij heeft een oudere zus. In zijn laatste jaar legde hij zich toe op amateurworstelen, waar hij derde werd in de kampioenschappen. Lesnar won het "National Junior College Athletic Association" Heavyweight Championship. Vervolgens won hij het National Collegiate Athletic Association (NCAA) Heavyweight Championship in de eerste divisie. Daarnaast won Lesnar ook het NCAA Littleweight Championship. Vooreerst was hij in 1999 even actief in de "New Japan Amateur Wrestling", waar Lesnar het 'IWGP World Littleweight Championship' veroverde.

### World Wrestling Federation/Entertainment (2000-2004)

#### Training in Ohio Valley Wrestling & debuut (2000-2002)
In 2000 tekende Brock Lesnar een contract bij de World Wrestling Federation (nu WWE). Men verwees hem door naar het opleidingscentrum 'Ohio Valley Wrestling', waar ook zijn generatiegenoten John Cena en Randy Orton actief waren. Aanvankelijk worstelde hij in tag teamwedstrijden met Shelton Benjamin, een voormalige studievriend. Lesnar en Benjamin veroverden drie keer het 'OVW Southern Tag Team Championship'.
Brock Lesnar maakte zijn debuut in april 2002, gedurende een aflevering van het programma Monday Night Raw daags na het evenement WrestleMania X8. Lesnar viel verrassend Al Snow, Maven en Spike Dudley aan gedurende hun afzonderlijke wedstrijden. De eerste grote verhaallijn (jargon: feud) van Lesnar was met The Hardy Boyz (Jeff & Matt Hardy). Lesnar versloeg Jeff Hardy bij het evenement Backlash en daags nadien versloeg hij Matt Hardy in een aflevering van Raw. Lesnar klopte "The Hardy Boyz" met behulp van zijn tag teampartner en (kayfabe) 'manager' Paul Heyman bij het evenement Judgment Day. Het was het begin van een legendarische samenwerking tussen Lesnar en Heyman.

#### Grote doorbraak (2002)
In juni 2002 won Lesnar het King of the Ring-toernooi door in de finale Rob Van Dam te verslaan. Dit was Lesnars eerste grote verwezenlijking als lid van de federatie. Door zijn toernooiwinst kreeg hij een kans voor het WWE Undisputed Championship bij het evenement SummerSlam in augustus 2002. Na een korte verhaallijn naast Hulk Hogan, waarbij fans hoopten dat beiden elkaar zouden uitdagen - wat niet gebeurde -, kwam Lesnar in het vaarwater van The Rock, toenmalig WWE Undisputed Champion. Lesnar versloeg The Rock bij het evenement SummerSlam en was hierdoor de jongste WWE Champion in de geschiedenis van de WWE.
Na zijn confrontaties met The Rock kreeg Lesnar het aan de stok met The Undertaker, wat uitmondde in een gevecht bij het evenement Unforgiven in september 2002. Lesnar wist het kampioenschap te behouden via diskwalificatie. Een maand later versloeg hij wederom The Undertaker in een Hell in a Cell match bij het evenement No Mercy, waardoor hij kampioen bleef. Nadat hij The Undertaker meermaals over de knie legde was Big Show zijn volgende tegenstander, maar Lesnar verloor de titel aan Big Show bij het evenement Survivor Series in november 2002.

#### Royal Rumble-winnaar (2003)

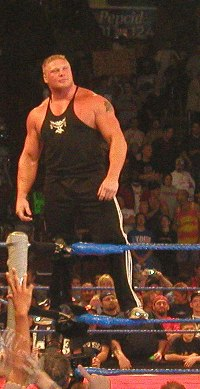
Brock Lesnar in 2003

Voor aanvang van de traditionele Royal Rumble met 30 deelnemers in januari 2003 - bij het gelijknamig evenement - wist hij Big Show te verslaan in een kwalificatie voor de Rumble. Daarin kwam Lesnar uiteindelijk binnen als nummer 29. Hij elimineerde als laatste The Undertaker en was op 25-jarige leeftijd de jongste winnaar van Royal Rumble in de geschiedenis. Lesnar veroverde het WWE Championship voor de tweede keer in zijn carrière met een overwinning tegen Kurt Angle bij het evenement WrestleMania XIX in maart 2003. Na de wedstrijd werd Lesnar aangevallen door John Cena, wat leidde tot een titelwedstrijd bij het evenement Backlash. Lesnar versloeg de toen 23-jarige Cena en kon de titel behouden.
Lesnar worstelde in een "Stretcher"-wedstrijd ("brancard") tegen Big Show bij het evenement Judgment Day. Met een vorkheftruck wist hij Big Show uit de ring te werken, waardoor Big Show de wedstrijd moest staken en op een brancard werd afgevoerd (kayfabe). In juli 2003 verloor Lesnar zijn titel aan Kurt Angle bij het evenement Vengeance. Big Show was de andere uitdager. Lesnar kreeg een herkansing tegen Angle bij het evenement SummerSlam, maar verloor. Tijdens een aflevering van Friday Night SmackDown! op 16 september 2003 pakte Lesnar zijn titel weer terug in een 60 minuten durende Iron Man match. Lesnar verdedigde het kampioenschap met succes tegen "The American Bad Ass" The Undertaker in een zogeheten "Biker Chain"-wedstrijd bij het evenement No Mercy in oktober 2003.

#### Bill Goldberg & vertrek (2003-2004)
In januari 2004 versloeg hij Hardcore Holly bij het evenement Royal Rumble en viel Goldberg aan tijdens de traditionele Rumble, waardoor Kurt Angle hem kon elimineren. Stone Cold Steve Austin raakte betrokken bij de verhaallijn tussen Lesnar en Goldberg, doordat Lesnar hem had aangevallen in een aflevering van Monday Night Raw. "Stone Cold" Steve Austin had Goldberg op die manier aangezet tot een aanval op Lesnar. Goldberg kostte hem de overwinning tegen Eddie Guerrero bij het evenement No Way Out in februari 2004. Lesnar werd verslagen door Goldberg bij het evenement WrestleMania XX in maart 2004. "Stone Cold" Steve Austin deed dienst als gastscheidsrechter. Dit was Lesnars laatste wedstrijd in 8 jaar, waarna hij zich focuste op een kortstondige American football-carrière.

### Terugkeer naar WWE (2012-2020)

#### "The Beast Incarnate" (2012-2013)
Tijdens een aflevering van Monday Night Raw op 2 april 2012, een dag na WrestleMania XXVIII, maakte Lesnar zijn terugkeer naar de World Wrestling Entertainment. Lesnar viel John Cena aan met een "F-5", zijn bekende afwerkingsbeweging. Lesnar tekende een 1-jarig contract, dat afliep na het evenement WrestleMania 29 in april 2013. Tijdens een aflevering van Raw op 9 april 2012 werd Lesnar aangevallen door John Cena, wat leidde tot een bloederige confrontatie bij het evenement Extreme Rules. Lesnar werd echter verslagen door Cena. Tijdens een aflevering van Raw op 7 mei 2012 meldde zijn (kayfabe) 'manager' Paul Heyman dat hij nooit meer zou terugkeren. Men dient in deze rekening te houden met de fictieve aard van de gebeurtenissen. In werkelijkheid verliet Lesnar de federatie niét.
In het voorjaar van 2013 kwam Lesnar terecht in een verhaallijn naast Triple H, nadat hij (opnieuw kayfabe) zijn arm had gebroken. Lesnar accepteerde toen een uitdaging van Triple H, maar niet in hoogsteigen persoon. Paul Heyman werd eerst vernederd door Stephanie McMahon, de werkelijke echtgenote van Triple H, waarna Heyman namens Lesnar de uitdaging accepteerde. Dat laatste deed zich voor in de 1000e aflevering van het programma Monday Night Raw op 23 juli 2012.
Rond deze periode kwam hij bekend te staan als "The Beast Incarnate", een verwijzing naar zijn fysieke verschijning en algemene brutaliteit. In augustus 2012 namen Lesnar en Triple H het tegen elkaar op bij het evenement SummerSlam, waar Shawn Michaels zou aanwezig zijn als aanmoediging voor zijn zowel fictieve als non-fictieve beste vriend Triple H, maar Michaels was er uiteindelijk niet bij omdat Lesnar (kayfabe) zijn arm had gebroken. Uiteindelijk won Lesnar van Triple H, waarna hij van het scherm verdween.
Tijdens een aflevering van Raw op 27 januari 2013 keerde Lesnar terug en onderbrak (non-fictief) WWE-voorzitter Vince McMahon, die op het punt stond Heyman (kayfabe) te ontslaan. Vervolgens voerde Lesnar een "F-5" uit op McMahon. Triple H - non-fictief schoonzoon van McMahon - wou zijn schoonvader wreken en daagde hem uit voor een confrontatie bij het evenement WrestleMania 29, in april 2013. Lesnar verloor echter van Triple H, die zijn carrière op het spel zette. Lesnar wou wraak nemen op Triple H en daagde hem opnieuw uit voor een Steel Cage match bij het evenement Extreme Rules in april 2013. Lesnar versloeg Triple H.

#### "The Streak" & WWE World Heavyweight Championship (2014-2015)

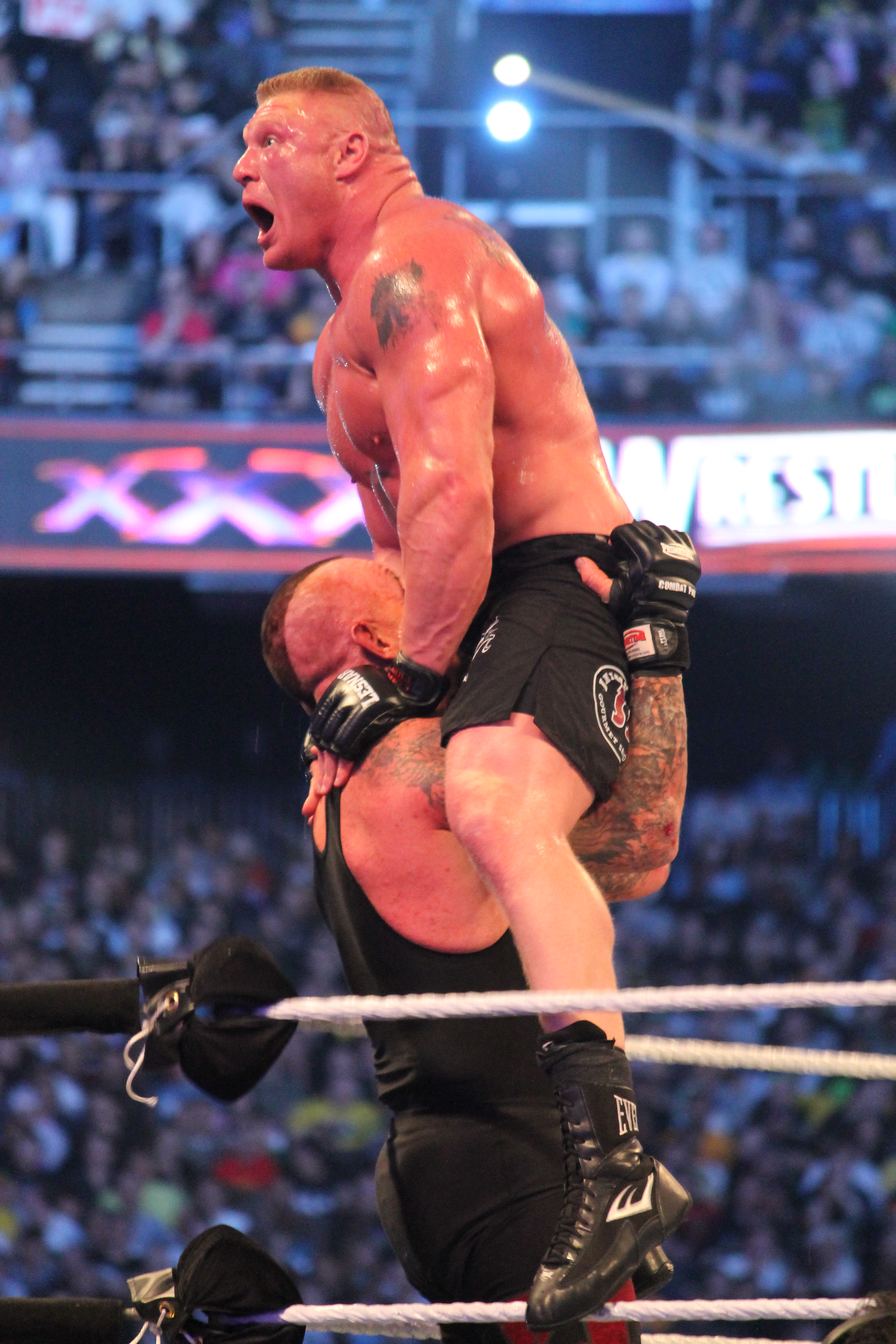
Brock Lesnar vs. The Undertaker, WrestleMania XXX, 6 april 2014

Lesnar nam het op 6 april 2014 op tegen The Undertaker bij het evenement WrestleMania XXX. The Undertaker was destijds 21 maal ongeslagen bij WrestleMania. Lesnar won de wedstrijd en verbrak de zegereeks, tot ieders verbazing. In de zomer van 2014 versloeg hij titelverdediger John Cena bij het evenement SummerSlam en veroverde het WWE World Heavyweight Championship. Een poging tot revanche van Cena eindigde bijna in Lesnars verlies, maar Lesnar bleek te sterk. Seth Rollins verstoorde namelijk de wedstrijd en daardoor bleef Lesnar titelhouder. Lesnar versloeg Rollins en Cena bij het evenement Royal Rumble in januari 2015. Een maand later klopte hij Roman Reigns en Dean Ambrose bij het evenement Fastlane in een titelwedstrijd.
Lesnar nam het alweer op tegen Roman Reigns voor het WWE World Heavyweight Championship bij het evenement WrestleMania 31, op 29 maart 2015. Lesnar "verwoestte" aanvankelijk Reigns, met name door hem een aantal keer mee te nemen naar "Suplex City" - drie opeenvolgende kenmerkende German Suplex's (zie foto onder) - en vervolgens drie F-5's op hem uit te voeren. Uiteindelijk vocht Reigns terug, deelde Lesnar op zijn beurt drie Superman Punches en twee Spears uit, waarvan Lesnar telkens herstelde. Daarna voltrok zich een moment dat volgens sommige fans en insiders wordt omschreven als een van de meest memorabele momenten in de recente geschiedenis.
Op het ogenblik dat Reigns nogmaals een Superman Punch wilde uitvoeren, stond Lesnar op en voerde zijn afwerkingsbeweging "F-5" uit, maar toenmalig "Mr. Money in the Bank" Seth Rollins kwam naar de ring en diende zijn gouden koffer in met wedstrijdcontract en een kans op het WWE World Heavyweight Championship. Rollins verzilverde zijn kans en keerde huiswaarts als WWE World Heavyweight Champion. Het was de eerste keer dat een "Mr. Money in the Bank" het contract gebruikte in een editie van WrestleMania. Vooraf werd gehoopt dat - en druk gespeculeerd of - Rollins het contract daar zou gebruiken.

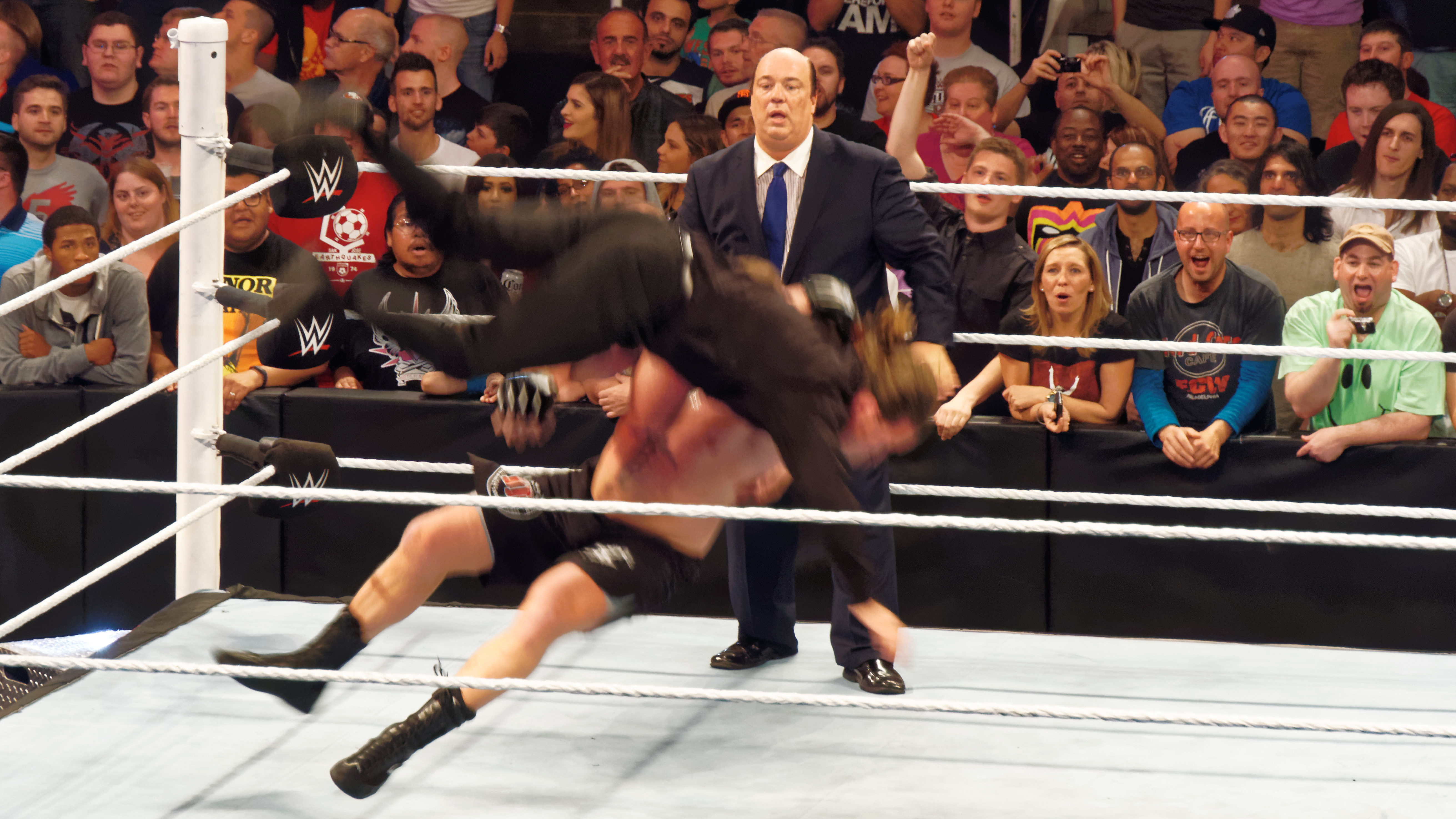
Lesnar met "Suplex City" op Dolph Ziggler, Paul Heyman kijkt toe (foto genomen op 30 maart 2015, een dag na WrestleMania 31)

Een dag later was er in de ring een confrontatie tussen Rollins en Lesnar, dewelke uit de hand liep. Rollins kon ontsnappen uit de klauwen van Lesnar. Men probeerde Lesnar tegen te houden, maar werd gemolesteerd. Toen Lesnar tekeerging tegen een cameraman, kwam Stephanie McMahon tevoorschijn en schorste Lesnar "voor het leven" (kayfabe). Lesnar sloopte onder meer (fictief) de nieuwe auto van Rollins en zijn twee bodyguards "J&J Security" (Joey Mercury & Jamie Noble). Lesnar brak een autodeur uit die hij ca. 30 meter door de lucht gooide en waarmee hij per ongeluk een toeschouwer raakte. The Undertaker kostte Lesnar de overwinning tegen titelverdediger Rollins bij het evenement Battleground in juli 2015, waardoor hij wraak nam op Lesnar.
Tijdens een aflevering van Monday Night Raw op 20 juli 2015 daagde Lesnars 'manager' Paul Heyman verrassend The Undertaker uit. Lesnar wou wraak nemen. Het licht werd even gedoofd, maar toen het licht weer aanging stond The Undertaker in de ring. Heyman kroop weg en opeens kwam Lesnar aangerend, beschermde Heyman en viel The Undertaker aan. Lesnar en The Undertaker gingen met elkaar in de clinch. Lesnar werd twee keer in toom gehouden, waarvan één keer met hulp van Triple H.
Lesnar en The Undertaker zouden elkaar weer treffen bij het evenement SummerSlam, waar hij verloor in een heruitgave van WrestleMania XXX. Tijdens de wedstrijd lachten The Undertaker en Lesnar elkaar uit, wat een memorabel beeld opleverde. The Undertaker lacht namelijk zelden. Lesnar versloeg The Undertaker in een Hell in a Cell match bij het gelijknamig evenement in oktober 2015, hun laatste wedstrijd ooit. The Undertaker werd na de wedstrijd aangevallen door The Wyatt Family.

#### Verschillende verhaallijnen (2016)

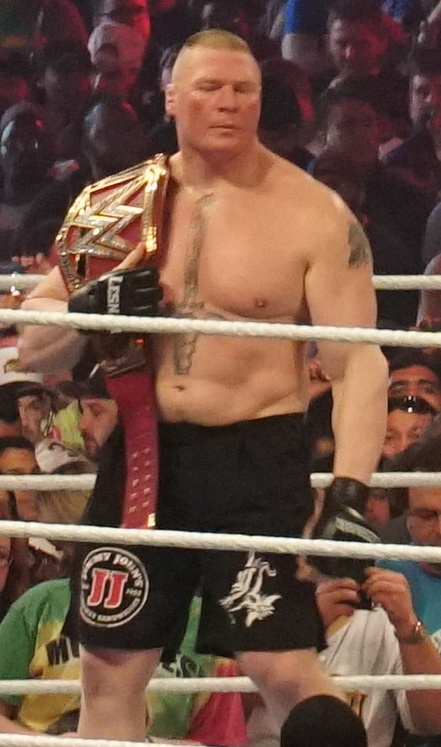
Brock Lesnar als WWE Universal Champion bij het evenement WrestleMania 34 in april 2018

Lesnar nam in januari 2016 deel aan de Royal Rumble voor het WWE World Heavyweight Championship en was vooraf een van de favorieten. The Wyatt Family elimineerde hem echter, waardoor hij geen aanspraak maakte op het kampioenschap. Triple H was uiteindelijk de winnaar. Lesnar versloeg Dean Ambrose in een "No Holds Barred Street Fight" (NB: wedstrijd zonder regels) bij het evenement WrestleMania 32, hoewel hij aanvankelijk voor het WWE World Heavyweight Championship zou strijden, maar die plannen wijzigden in februari 2016.
In augustus worstelde hij tegen Randy Orton bij het evenement SummerSlam, waar hij Orton versloeg met TKO (technische knock-out), iets wat zelden voorkomt bij professioneel worstelen. Shane McMahon, zoon van Vince McMahon, kwam naar de ring om Lesnar te vertellen dat hij er genoeg van had, maar moest dat bekopen met een "F-5" door Lesnar. Lesnars acties leverden hem een (kayfabe) boete van 500$ (USD) op.
Bill Goldberg, een worstelaar die rond 2003 een immense populariteit genoot - ongeveer ten tijde van Lesnars grote doorbraak -, maakte zijn terugkeer en klopte Lesnar na minder dan anderhalve minuut bij het evenement Survivor Series in november 2016. In werkelijkheid raakte Goldberg in die wedstrijd zwaar geblesseerd aan zijn schouder, waardoor een nieuwe, voltijdse carrière in sportentertainment niet haalbaar was. De federatie koos als dusdanig voor een zeer snelle overwinning, waarin Goldberg onoverwinnelijk moest lijken.

#### WWE Universal Championship (2017-2019)
Brock Lesnar versloeg Goldberg voor het WWE Universal Championship bij het evenement WrestleMania 33 in april 2017. Lesnar verdedigde het kampioenschap met succes tegen Samoa Joe bij het evenement Great Balls of Fire in juli 2017. Een maand later versloeg hij Samoa Joe, Roman Reigns en Braun Strowman voor het WWE Universal Championship bij het evenement SummerSlam. Lesnar versloeg Strowman individueel bij het evenement No Mercy in oktober 2017. In januari 2018 versloeg hij zowel Strowman als Kane bij het evenement Royal Rumble en bleef kampioen. Drie maanden later versloeg hij Roman Reigns bij het evenement WrestleMania 34. Lesnar verloor zijn titel na 504 dagen aan Reigns bij het evenement SummerSlam in augustus 2018, waarna die laatste het kampioenschap in oktober 2018 beschikbaar stelde nadat bij hem leukemie werd vastgesteld.
Twee weken na Reigns' - tijdelijke - vertrek wegens bloedkanker, daagden Lesnar en Strowman elkaar uit voor het vacante WWE Universal Championship bij het controversiële evenement Crown Jewel in Saudi-Arabië, met name op 2 november 2018. Lesnar versloeg Strowman, onder andere na vijf "F-5"'s, waarvan hij er één uitvoerde vanuit de ring op de vloer ernaast. Lesnar nam het op tegen Daniel Bryan, die 5 dagen eerder het WWE Championship had gewonnen van A.J. Styles, bij het evenement Survivor Series in november 2018. Bryans titel stond niet op het spel. Lesnar won de wedstrijd In april 2019 verloor Lesnar het WWE Universal Championship aan Seth Rollins na iets meer dan twee minuten bij het evenement WrestleMania 35. Een maand later keerde hij verrassend terug en won de Money in the Bank ladder match bij het gelijknamig evenement.
In juli 2019 gebruikte Lesnar de koffer succesvol tegen regerend kampioen Seth Rollins na diens overwinning tegen Baron Corbin en kroonde zich voor de derde keer tot WWE Universal Champion bij het evenement Extreme Rules.

## 2020
Brock Lesnar deed mee aan de Royal Rumble op 26 januari. Hij werd geëlimineerd door Drew Mcintyre. Op 27 februari bij Super Showdown versloeg hij Richochet in 94 seconden.
In april 2020 verloor Lesnar het WWE-Championship aan Drew McIntyre. Al vroeg in de wedstrijd gaf Lesnar zijn finisher (de 'F5') aan McIntyre, die na een tel zijn schouder omhoog deed. Manager Paul Heyman riep naar Lesnar dat hij nog de hele avond door kon gaan met F5's. Meerdere F5's volgden en McIntyre bleef in de wedstrijd tot hij opeens het tij keerde. Op 21 augustus 2021 keerde Lesnar terug bij het PPV Summerslam.

## Mixed martial arts
Lesnar vocht op 2 juni 2007 zijn eerste MMA-wedstrijd, voor de organisatie K-1. Zijn tegenstander was de Koreaanse judospecialist Min Soo Kim. Min Soo Kim, die inviel voor zijn eigenlijke tegenstander Hong-man Choi. Lesnar won in iets meer dan een minuut in de eerste ronde. Hij tekende vervolgens bij de UFC. Lesnar verloor zijn eerste partij binnen deze organisatie binnen anderhalve minuut, van voormalig wereldkampioen zwaargewicht Frank Mir. Hij won zijn tweede UFC-wedstrijd op basis van een unanieme jurybeslissing van Heath Herring.
Lesnar nam het op 15 november 2008 op tegen regerend UFC-wereldkampioen zwaargewicht Randy Couture en sloeg hem in de tweede ronde technisch knock-out (TKO). Hierdoor werd hij de nieuwe titelhouder. Hij verdedigde het kampioenschap twee keer, tegen Mir en Shane Carwin. Cain Velasquez nam Lesnar op 23 oktober 2010 zijn titel af door hem in de laatste minuut van de eerste ronde TKO te slaan. Nadat op 30 december 2011 ook Alistair Overeem hem binnen een ronde TKO sloeg, stopte Lesnar met MMA en keerde hij terug naar het professioneel worstelen.
Lesnar maakte op 9 juli 2016 na ruim 4,5 jaar afwezigheid zijn rentree binnen de UFC. Hij versloeg die dag Mark Hunt op basis van een unanieme jurybeslissing. Het U.S. Anti-Doping Agency (USADA) bracht de UFC er in de week daarna alleen van op de hoogte dat er doping was aangetroffen in een voor het gevecht bij Lesnar afgenomen test. USADA bracht op 20 juli 2016 vervolgens naar buiten dat Lesnar ook op de wedstrijddag zelf positief testte op hetzelfde verboden middel. Hij werd in december 2016 voor een jaar geschorst. Daarnaast kreeg hij een boete van $250.000,- en werd zijn zege op Hunt veranderd in een onbesliste partij. Lesnar trok zich in februari 2017 opnieuw terug uit het MMA. Sindsdien is Brock niet meer actief in de vechtwereld.

## In het worstelen
- Finisher
  - Kimura Lock
  - F–5 / Verdict
  - Brock Lock (2004)

- Signature moves
  - Shooting star press
  - Spinebuster
  - Clothesline
  - Double or a triple powerbomb
  - Double or a triple rib breaker
  - Knee lift to the opponent's midsection
  - Running shoulderbreaker
  - Standing or a spinning spinebuster
  - German suplex
    - Suplex City - serie of suplexes

- Managers
  - Paul Heyman
  - Vince McMahon

## Prestaties

### Amateurworstelen
- Big Ten Conference
  - Big Ten Conference Championship (1999, 2000)
  - Ranked the #1 Heavyweight in the Big Ten Conference (2000)

- National Collegiate Athletic Association
  - NCAA Division I runner–up (1999)
  - NCAA Division I Championship (2000)

- North Dakota State University's annual Bison tournament
  - Heavyweight Championship (1997–1999)

- National Junior College Athletic Association
  - NJCAA All–American (1997, 1998)
  - Junior College National Championship (1998)

### Professioneel worstelen
- New Japan Pro Wrestling

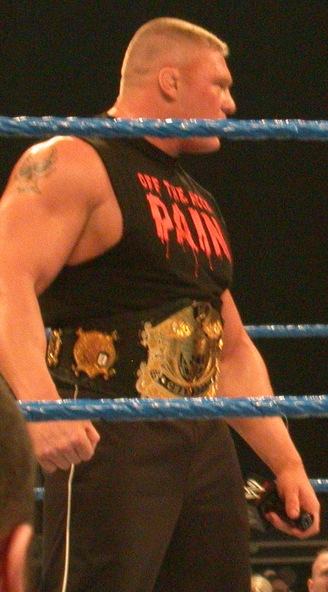
Lesnar met de oude WWE Championship-riem in 2003

  - IWGP Heavyweight Championship (1 keer)

- Inoki Genome Federation
  - IWGP Third Belt Championship (1 keer)

- Ohio Valley Wrestling
  - OVW Southern Tag Team Championship (3 keer met Shelton Benjamin)

- Pro Wrestling Illustrated
  - PWI Feud of the Year (2003) vs. Kurt Angle
  - PWI Match of the Year (2009) vs. Kurt Angle – een 60 minuten Iron Man Match op SmackDown!
  - PWI Most Improved Wrestler of the Year (2002)
  - PWI Wrestler of the Year (2002)

- Slammy Award
  - Match of the Year: Undertaker vs Brock Lesnar Hell in a Cell (2015)
  - Rivalry of the Year: Undertaker vs Brock Lesnar (2015)
  - Hashtag of the Year: #SuplexCity (2015)
  - "Tell Me You Didn't Just Say That" Insult of the Year: Brock Lesnar coins "Suplex City" at WrestleMania 31 (2015)
  - Shocking Moment of the Year: Brock Lesnar verslaat The Undertaker's WrestleMania Streak (reeks van overwinningen) op WrestleMania XXX (2014)

- World Wrestling Entertainment
  - WWE Championship (5 keer, de jongste titelbehouder)
  - WWE Universal Championship (3 keer)
  - World Heavyweight Championship (1 keer)
  - King of the Ring (2002)
  - Royal Rumble (2003)
  - Money in the Bank ladder match (2019)

- Wrestling Observer Newsletter awards
  - Best Brawler (2003)
  - Best Wrestling Maneuver (2002)
  - Feud of the Year (2003) vs. Kurt Angle
  - Most Improved Wrestler (2002, 2003)

### Mixed martial arts
- Ultimate Fighting Championship
  - UFC Heavyweight Championship (1x)

- Wrestling Observer Newsletter awards
  - Best Box Office Draw (2008)
  - MMA Most Valuable Fighter (2008)

## Powerlifting
Persoonlijke records
(onofficieel, vrijwel zeker iets aangedikt vanwege zijn status in het professioneel worstelen)
- Bankdrukken - 297 kg (655 lb)
- Squat - 417 kg (920 lb)
- Deadlift - 408 kg (900 lb)